# Липинец, Сергей Алексеевич
Сергей Алексеевич Липинец (род. 23 марта 1989, Мартук, Казахстан) — российский и казахстанский боксёр-профессионал и кикбоксер. Заслуженный мастер спорта России по кикбоксингу, чемпион России среди любителей и профессионалов, призёр чемпионата мира, чемпион мира и России среди профессионалов по версии WAKO PRO. В профессиональном боксе чемпион мира по версии IBF (2017—2018) в 1-м полусреднем весе.

## Биография
«Я родился в Казахстане — село Мартук Актюбинской области, там проживают сейчас мои бабушка, дедушка и очень много родственников. Пусть казахов не смущает моя фамилия — на самом деле, я чистокровный казах. Свою фамилию я оставил от отчима… Дедушка сказал даже, что мы из племени уак, Средний жуз». «Моя мама — казашка, отчим — русский. Большую часть детства я жил у бабушки в Москве, а в шестом классе я переехал в город Озеры, Московская область».
С февраля 2015 года Сергею Липинцу присвоено звание «Почётный гражданин Озёрского муниципального района» Московской области (Решение от 17.02.2015 г. № 173/35), информация о нём внесена в Книгу почёта г. Озёры и местный краеведческий музей.

## Карьера в кикбоксинге
Становился чемпионом России, Европы и мира среди профессионалов по версии WAKO PRO (фул-контакт).

## Карьера в профессиональном боксе
В профессиональном боксе дебютировал 25 апреля 2014 года, одержав победу по очкам.
Некоторое время сотрудничал с промоутерской компанией «Мир бокса» Андрея Рябинского. В ноябре 2015 года подписал контракт с Элом Хэймоном.
10 декабря 2016 года нокаутировал в 8-м раунде бывшего претендента на титул чемпиона мира в лёгком весе австралийца Леонардо Заппавигну. Стал обязательным претендентом на титул чемпиона мира по версии IBF в 1-м полусреднем весе.

### Чемпионский бой с Акихиро Кондо
4 ноября 2017 года победил единогласным решением судей японца Акихиро Кондо и завоевал вакантный титул чемпиона мира в 1-м полусреднем весе по версии IBF.

### Бой с Майки Гарсией
10 марта 2018 года состоялась защита титула чемпиона по версии IBF, в которой Сергей потерпел первое поражение в своей карьере. Противником россиянина стал чемпион мира в лёгком весе не имеющий поражений американец Майки Гарсия. Сергей начал бой в своей манере, низко опустив голову, и идя вперед. Гарсия контролировал весь ход поединка и спокойно победил по окончании 12 раундов единогласным решением судей. В середине боя Сергей даже оказался в нокдауне. В отличие от ожиданий экспертов, Майки доставал Сергея в основном не правым прямым, а левым сбоку. Гарсия стал чемпионом мира в четвёртой весовой категории.
24 марта 2019 года нокаутировал в 10-м раунде экс-чемпиона мира в двух весовых категориях американца Ламонта Питерсона.

### Чемпионский бой с Кустио Клейтоном
25 июня 2020 года стало известно, что Липинец получил титульный бой за пояс IBF в полусреднем весе с узбекистанским боксером Кудратилло Абдукахоровым в сентябре 2020 года. Абдукахоров снялся с поединка, так как у него возникли проблемы с получением американской визы. Его место занял канадец Кустио Клейтон. В бою между Липинцом и Клейтоном на кону стоял вакантный титул временного чемпиона мира по версии IBF. Поединок завершился вничью.
10 апреля 2021 года проиграл нокаутом в 6-м раунде не имеющему поражений американцу Джарону Эннису.

### Бой с Омаром Фигероа
На 20 августа 2022 года был запланирован бой между экс-чемпионом мира в четырёх весовых категориях американцем Эдриэном Бронером и экс-чемпионом мира в лёгком весе американцем Омаром Фигероа. В рамках этого же вечера Липинец должен был встретиться с малоизвестным Карлосом Портильо. Бронер снялся с боя за несколько дней до события из-за психологических проблем. Липинец согласился заменить его в бою против Фигероа. Сергей одержал досрочную победу — в 8-м раунде угол Фигероа снял своего боксёра с боя.

### Бой с Майклом Риверой
25 ноября 2023 года в Лас Вегасе (США) в андеркарде боя Девид Бенавидес — Деметриус Андраде уступил единогласным решением судей 25-летнему доминиканцу Майклу Ривере (24-1). Не смотря на активный прессинга соперника и работу первым номером уступил более цепкому и точному, хоть и работающему вторым номером Ривере. После 10 раундов судьи выставили счет: 93-97 дважды, 94-96.

### Бой с Робби Дэвисом мл
Вернулся на ринг 8 мая 2024 года в Плэнт-Сити (Флорида, США) и в зрелищной зарубе победил американского бойца Робби Дэвиса мл. Боксеры выдали упорный бой с обоюдными шансами с нокдаунами и опасными моментами. Дэвис смог потрясти Сергея в 3-м и 4-м раунде, Липинец же в свою очередь смог отправить Дэвиса на пол в 5-м раунде. В 8-м раунде не смотря на два нокдауна в которые Липинец отправил американца сам в концовке оказался на грани нокаута, но всё же смог выстоять и довести бой до своей победы по очкам: 98-89, 96-91 и 95-92.

### Бой с Адамом Азимом
1 февраля 2025 года в Лондоне проведет бой с 22- летним британским проспектом Адамом Азимом (12-0, 9 КО).

## Статистика профессиональных боёв
В таблице перечислены результаты всех поединков боксёров.
В каждой строке указан результат поединка. Дополнительно номер поединка обозначен цветом, который обозначает итог поединка. Расшифровка обозначений и цветов представлена в нижеследующей таблице.
| Пример | Расшифровка                     |
| ------ | ------------------------------- |
|        | Победа                          |
|        | Ничья                           |
|        | Поражение                       |
|        | Планируемый поединок            |
|        | Поединок признан несостоявшимся |
| КО     | Нокаут                          |
| ТКО    | Технический нокаут              |
| PTS    | Решение судей (по очкам)        |
| UD     | Единогласное решение судей      |
| MD     | Решение большинства судей       |
| SD     | Раздельное решение судей        |
| RTD    | Отказ от продолжения боя        |
| DQ     | Дисквалификация                 |
| NC     | Поединок признан несостоявшимся |

| Бой | Дата             | Соперник                     | Место проведения                                                    | Результат        | Примечание |
| --- | ---------------- | ---------------------------- | ------------------------------------------------------------------- | ---------------- | --- |
| 23  | 1 февраля 2025   | Адам Азим (12-0)             | Уэмбли Арена, Лондон, Англия, Великобритания                        | TKO9 (12)        | Вакантный титул чемпиона мира в 1-м полусреднем весе по версии IBO. Липинец в нокдауне в 3-м раунде.                    |
| 22  | 8 мая 2024       | Робби Дэвис-младший (23-4)   | ProBox TV Events Center, Плант-Сити, Флорида, США                   | UD10 (10)        | Дэвис в нокдауне один раз в 5-м раунде и два раза в 8-м раунде. Счёт: 96-91, 98-89, 95-92.                              |
| 21  | 25 ноября 2023   | Майкл Ривера (24-1)          | Michelob Ultra Arena, Лас-Вегас, Невада, США                        | UD10 (10)        | Счёт: 94-96 и 93-97 (дважды).                                                                                           |
| 20  | 20 августа 2022  | Омар Фигероа (28-2-1)        | Seminole Hard Rock Hotel & Casino Hollywood, Холливуд, Флорида, США | RTD8 (12)        | Завоевал титул WBC Silver в 1-м полусреднем весе. Фигероа в нокдауне во 2-м раунде.                                     |
| 19  | 10 апреля 2021   | Джарон Эннис (26-0)          | Мохеган-сан, Анкасвилл, Коннектикут, США                            | KO6 (12)         | |
| 18  | 24 октября 2020  | Кастьо Клейтон (18-0)        | Мохеган-сан, Анкасвилл, Коннектикут, США                            | MD12 (12)        | Бой за титул временного чемпиона мира по версии IBF в полусреднем весе. Счёт: 114-114, 114-114, 113-115.                |
| 17  | 20 июля 2019     | Джаяр Инсон (18-2)           | MGM Grand, Лас-Вегас, Невада, США                                   | TKO2 (10), 0:57  | Завоевал вакантный титул чемпиона по версии WBO Inter-Continental в полусреднем весе.                                   |
| 16  | 24 марта 2019    | Ламонт Питерсон (35-4-1)     | MGM National Harbor, Оксон-Хилл, Мэриленд, США                      | TKO10 (12), 2:59 | После боя, Питерсон объявил о завершении боксёрской карьеры.                                                            |
| 15  | 4 августа 2018   | Эрик Боне (20-5)             | Нассау Ветеранз Мемориал Колизеум, Нью-Йорк, штат Нью-Йорк, США     | MD10 (10)        | Счёт: 95-95, 99-91, 98-92.                                                                                              |
| 14  | 10 марта 2018    | Майки Гарсия (37-0)          | Freeman Coliseum, Сан-Антонио, Техас, США                           | UD12 (12)        | Бой за титул чемпиона мира по версии IBF в 1-м полусреднем весе (1-я защита Липинца). Счёт: 111-116 и 110-117 (дважды). |
| 13  | 4 ноября 2017    | Акихиро Кондо (29-6-1)       | Барклайс-центр, Нью-Йорк, штат Нью-Йорк, США                        | UD12 (12)        | Бой за вакантный титул чемпиона мира по версии IBF в 1-м полусреднем весе. Счёт судей: 118-110 и 117-111 (дважды).      |
| 12  | 4 марта 2017     | Кларенс Бут (14-2-0)         | Barclays Center, Нью-Йорк, штат Нью-Йорк, США                       | TKO7 (8)         | |
| 11  | 10 декабря 2016  | Леонардо Заппавигна (35-2-0) | USC Galen Center, Лос-Анджелес, Калифорния, США                     | KO8 (12)         | Элиминатор на титул чемпиона мира по версии IBF в 1-м полусреднем весе. Заппавигна в нокдауне в 5-м и 8-м раундах.      |
| 10  | 15 июля 2016     | Вальтер Кастильо (26-3-1)    | Horseshoe Casino, Туника, Миссисипи, США                            | TKO7 (10)        | |
| 9   | 15 марта 2016    | Леван Гвамичава (16-1-1)     | Robinson Rancheria Resort & Casino, Ницца, Калифорния, США          | KO5 (10)         | |
| 8   | 30 октября 2015  | Хаскелл Роудс (23-0-1)       | The Venue at UCF, Орландо, Флорида, США                             | UD10 (10)        | Счёт судей: 96/93 и 98/91 (дважды).                                                                                     |
| 7   | 8 июля 2015      | Кендал Мена (20-1-0)         | BB King Blues Club & Grill, Нью-Йорк, штат Нью-Йорк, США            | TKO3 (8)         | |
| 6   | 13 марта 2015    | Косме Ривера (37-19-3)       | A La Carte Event Pavilion, Тампа, Флорида, США                      | TKO9 (10)        | Вакантный титул WBC Latino в 1-м полусреднем весе.                                                                      |
| 5   | 28 ноября 2014   | Эрни Санчес (14-5-1)         | Москва, Россия                                                      | KO8 (10)         | Вакантный титул WBC International Silver в 1-м полусреднем весе.                                                        |
| 4   | 27 сентября 2014 | Даниэл Ломели (22-4-0)       | ДС Динамо, Москва, Россия                                           | TKO7 (8)         | |
| 3   | 18 июля 2014     | Райнелл Гриффин (7-21-2)     | Quiet Cannon, Монтебелло, Калифорния, США                           | KO3 (6)          | Гриффин в нокдауне в 1-м и 3-м раундах.                                                                                 |
| 2   | 30 мая 2014      | Джемиль Косович (3-1-1)      | Москва, Россия                                                      | KO4 (6)          | Косович в нокдауне в 4-м раунде.                                                                                        |
| 1   | 25 апреля 2014   | Франклин Варела (21-14-0)    | ДС Динамо, Москва, Россия                                           | UD6 (6)          | С Варелы снято одно очко в 3-м раунде. Счёт судей: 60/52 и 60/53 (дважды).                                              |
| Бой | Дата             | Соперник                     | Место проведения                                                    | Результат        | Примечание |

## Титулы в профессиональном боксе

### Региональные
- Титул WBC International Silver в 1-м полусреднем весе (2014).
- Титул WBC Latino в 1-м полусреднем весе (2015).
- Титул WBO Inter-Continental в полусреднем весе (2019—2020).
- Титул WBC Silver в 1-м полусреднем весе (2022—2023).

### Мировые
- Чемпион мира в 1-м полусреднем весе по версии IBF (2017—2018).